# Am Samstag kam das Sams zurück (Film)
Am Samstag kam das Sams zurück ist eine Fernsehaufzeichnung aus dem Jahr 1980, des Marionetten-Spiels der Augsburger Puppenkiste nach dem gleichnamigen Buch von Paul Maar.
Der Film stellt eine Fortsetzung zum Film Eine Woche voller Samstage dar.

## Handlung
Herr Taschenbier vermisst das Sams, das fortgehen musste. Daher setzt er alles daran, dass an den Wochentagen die Ereignisse geschehen, welche für das erstmalige Auftauchen des Sams verantwortlich waren. Tatsächlich scheint am Sonntag die Sonne, am Montag hat Herr Taschenbier Herrn Mon zu Besuch, am Dienstag geht Herr Taschenbier zum Dienst, am Mittwoch ist die Wochenmitte. Der Donnerstag stellt sich als problematisch heraus. Mangels fehlenden Donners erzeugt Herr Taschenbier mit einem Blech am Donnerstag Donnergeräusche. Letztlich ist am Freitag frei, so dass das Sams tatsächlich am Samstag mit neuen Wunschpunkten wieder erscheint. Herr Taschenbier wünscht sich als Nächstes die Funktionsfähigkeit der Wunschmaschine, die er beim Mal zuvor sich gewünscht hatte. Die Wunschmaschine stellt sich tatsächlich als funktionsfähig heraus, zeigt aber im Verlauf der Tage, erhebliche Tücken, so dass die Wunschmaschine außer Betrieb gestellt werden muss. Mit dem letzten Wunschpunkt des Sams wünscht sich Herr Taschenbier schließlich, dass es immer bei ihm bleibt.

## Hintergrund
Der Kinderfilm, der auf dem zweiten Buch der Sams-Reihe von Paul Maar basiert, das im selben Jahr erschien, wurde im Auftrag des Hessischen Rundfunks aufgezeichnet und erstmals am 10. Juni 1980 ausgestrahlt. Der Film wurde zusammen mit dem Vorgängerteil unter dem Namen „Das Sams“ auf DVD veröffentlicht.

## Synchronisation
| Rolle                      | Stimme                   |
| -------------------------- | ------------------------ |
| Bruno Taschenbier          | Sepp Strubel             |
| Das Sams                   | Ernst H. Hilbich         |
| Anne-Marie Rotkohl         | Claudia Hansmann-Strubel |
| Herr Lürcher               | Sepp Wäsche              |
| Polizist                   | Hanns-Joachim Marschall  |
| Herr Mon                   | Jörg Hube                |
| Kellner                    | Herbert Meyer            |
| Gast                       | Arno Bergler             |
| Besitzer der Würstchenbude | Gerhard Jentsch          |
| Reiseleiter                | Winfried Küppers         |